# Das Marsprojekt
Das Marsprojekt ist ein wissenschaftlich inspiriertes Buch des deutschen Raketenforschers Wernher von Braun aus dem Jahr 1948. Es beschreibt die technischen Spezifikationen für einen bemannten Marsflug. 1952 erschien es erstmals in englischer Sprache.

## Zusammenfassung

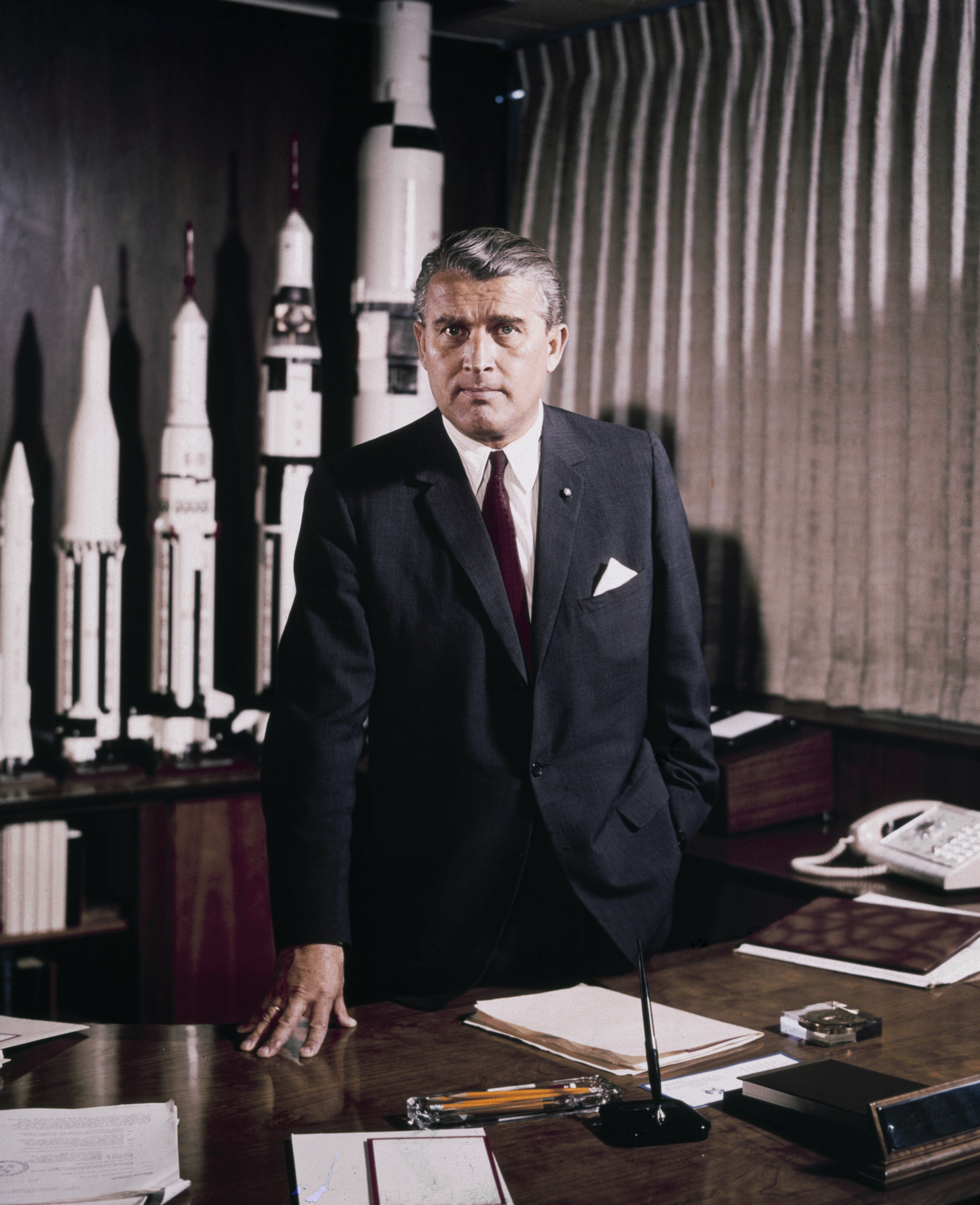
Der Buchautor und Raketenforscher Wernher von Braun

Das Marsprojekt beschreibt die technischen Voraussetzungen für einen bemannten Raumflug und spekulierte bei der Erstauflage 1948 mit einem tatsächlichen Raketenstart im Jahr 1965. Die von von Braun skizzierte gewaltige wissenschaftliche Expedition zum Mars sah eine Flotte von 10 Raumfahrzeugen (7 für Passagiere und 3 Versorgungsraketen, die alle im Orbit zusammengebaut werden sollten) und eine Besatzung von insgesamt 70 Mann vor. Von Braun berechnete Größe und Gewicht der Schiffe für die Reise zum Mars und zurück zur Erde und kalkulierte einen Treibstoffbedarf von 5.320.000 Tonnen.
Im Marsorbit angelangt, würde die Besatzung mit einem Teleskop eine geeignete Landestelle für das Basislager in Äquatornähe identifizieren. Ein bemanntes Fluggerät würde dann aus dem Orbit in die Marsatmosphäre eintreten und dort zu einem der mit Schnee bedeckten Pole gleiten, um dort sanft auf dem Schnee aufzusetzen. Anschließend war vorgesehen, die 6.500 km lange Reise vom Pol bis zum vorgesehenen Basislager mit einem kettenbetriebenen Fahrzeug zurückzulegen und dort eine Landepiste anzulegen. Die bis dahin im Orbit verbliebenen Raumfahrtkameraden würden dann mit ihren Raumgleitern zur Landepiste hinabfliegen und sich zu den Pionieren hinzugesellen. Mit denselben Gleitern sollten die Raumfahrer später wieder den Mars verlassen und zur Erde zurückkehren.

## Realitätsbezug
In der Einleitung zum Buch erklärt von Braun, dass die Beschreibung der bemannten Marsmission noch nicht vollkommen abgeschlossen sei und noch weitere Details zu klären seien. Beispiele für die noch zu lösenden Probleme hätten mit der Umlaufbahn des Mars zu tun, den Schwierigkeiten der interplanetaren Navigation, Meteoritenschauer und die Auswirkungen der langen Reise auf den menschlichen Körper. Weitere Aspekte, deren sich von Braun nicht bewusst war, und angesichts des verfügbaren Wissens seiner Zeit 1948 auch nicht bewusst sein konnte, umfassen die Beschaffenheit der Marsatmosphäre und die fehlende Dichte der Marsluft für gleitenden Abstieg aus dem Orbit, aber auch die Belastung durch kosmische Strahlung. Der Van-Allen-Gürtel, der die Erde vor dieser Strahlung schützt, wurde erst später entdeckt.

## Einfluss
Das Marsprojekt war das erste Mal, dass eine seriöse Studie über die Voraussetzungen eines bemannten Marsflugs publiziert wurde. Trotz seiner Unvollständigkeit wird das Buch bis heute als Impulsgeber und als das einflussreichste Buch für die Geschichte der bemannten Marsmission gesehen. In den USA wurden von Brauns Ideen in weiterer Folge auch in populärwissenschaftlichen Publikationen aufgegriffen und einem breiteren Leserkreis zugänglich gemacht. Wernher von Braun arbeitete unter anderem mit Walt Disney zusammen und trat in drei TV-Episoden von Disney’s Tomorrowland auf. Zwei weitere Sendungen mit von Braun waren Man and the Moon und Mars and Beyond. Mark Wade schreibt etwa in der Encyclopedia Astronautica, „What is astonishing is that von Braun’s scenario is still valid today.“ (Was beeindruckend ist, ist, dass von Brauns Szenarien heute noch gültig sind.)

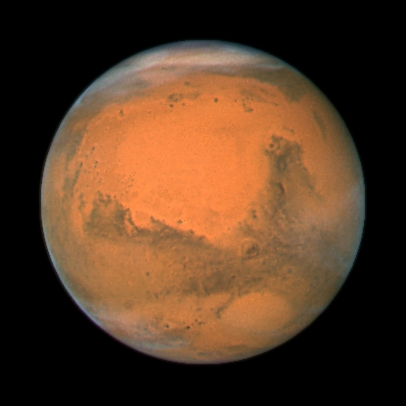
Der Mars